# Andreas von Stifft (Politiker)
Andreas Freiherr von Stifft (zur Abgrenzung zu seinem gleichnamigen Sohn auch d. Ä.) (* 1787 in Wien; † 25. Juni 1861 ebenda) war ein österreichischer Politiker, Ökonom und Finanzfachmann.

## Leben
Von Stifft war der Sohn des Arztes Andreas Joseph von Stifft. Er heiratete Emilie, geborene Gosmar, einer Schwester der Ehefrau von Leopold Ritter von Sonnleithner. Als sein Vater Andreas Joseph 1814 den Freiherrnstand erhielt, wurde damit auch er nobilitiert. Sein gleichnamiger Sohn Andreas von Stifft (1819–1877) wurde Schriftsteller, Journalist und Politiker.
Stifft arbeitete im Bankgeschäft und erwarb dann 1832 Schloß und Gut Rosenau bei Zwettl, um Landwirtschaft im großen Stil zu betreiben. Von 1833 bis 1860 engagierte er sich als Ausschussmitglied der k. k. Landwirtschaftsgesellschaft und veröffentlichte in deren Zeitschrift „Allgemeine Land- und Forstwirthschaftliche Zeitung“.
Durch den Besitz des landtäflichen Gutes gehörte er den niederösterreichischen Landständen an und vertrat dort liberale Positionen und sprach sich insbesondere für die Jüdische Emanzipation aus. In der Revolution von 1848/1849 im Kaisertum Österreich wurde er Mitglied des Bürgerausschusses und von den alten Ständen in den Provisorischen niederösterreichischen ständischen Ausschuss gewählt und von diesem als einer der Vertreter Niederösterreichs in den Ständischen Zentralausschuss delegiert, der die Pillersdorfsche Verfassung entwarf.
Im Juli 1848 wurde er als Unterstaatssekretär für Finanzen in das Ministerium Doblhoff bzw. danach in das Ministerium Wessenberg berufen. Nach dem Wechsel der politischen Richtung im Ministerium Schwarzenberg reichte er im Dezember 1848 seinen Rücktritt ein. Dieser wurde allerdings erst im Juli 1849 angenommen.